# Schlerngebiet

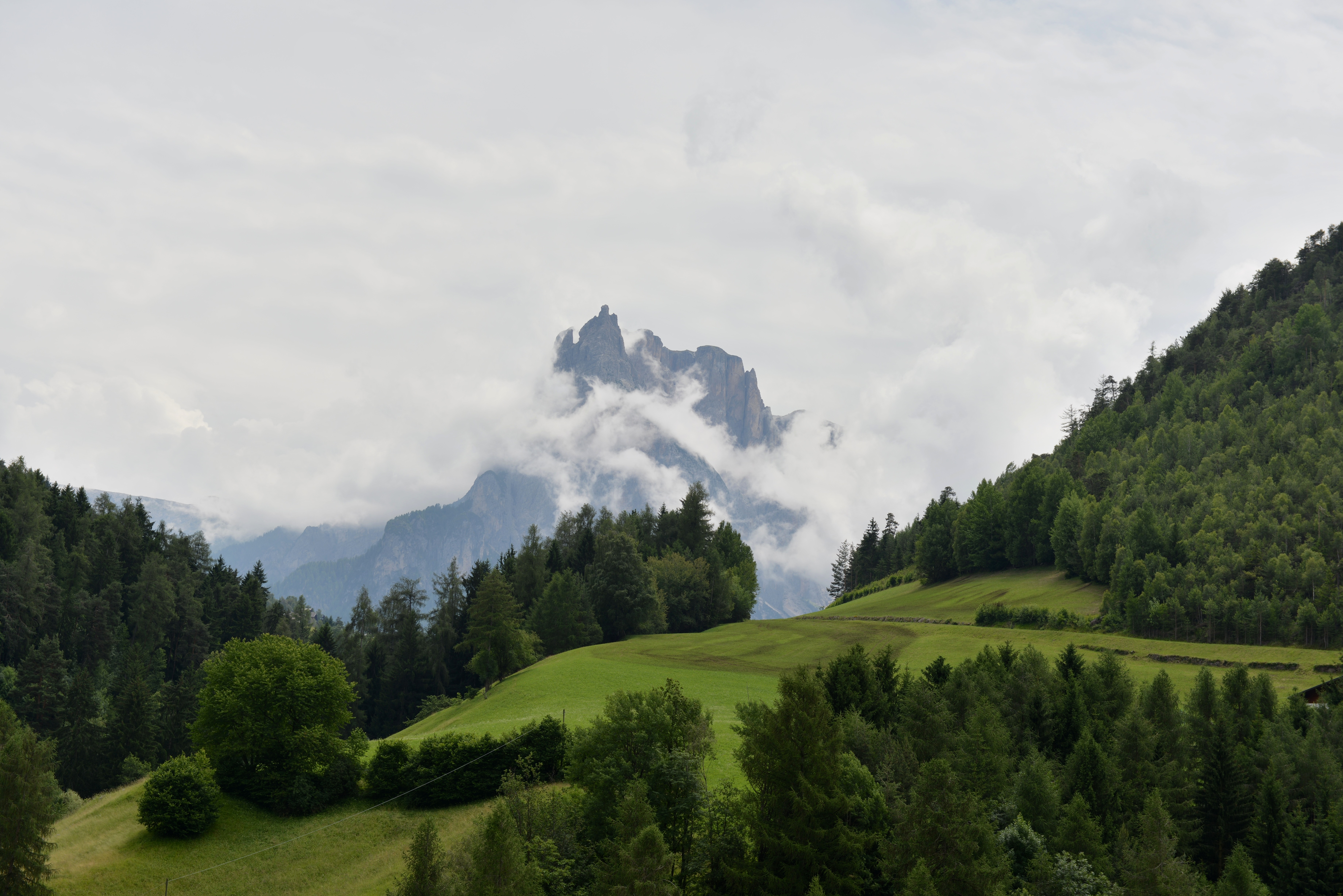
Der Schlern von Kastelruth aus gesehen

Als Schlerngebiet (italienisch Altopiano dello Sciliar) bezeichnet man eine Mittelgebirgslandschaft im unteren Eisacktal in Südtirol. 
Das Schlerngebiet befindet sich erhöht über der Schlucht des Eisack an der orographisch linken, östlichen Talseite. Es ist dabei dem Massiv des Schlern und der Seiser Alm vorgelagert und wird im Norden von Gröden und im Süden von Tiers begrenzt. Die nördliche Hälfte des Schlerngebiets gehört zur Gemeinde Kastelruth, die südliche zur Gemeinde Völs am Schlern.
Teile des Gebiets sind im Naturpark Schlern-Rosengarten unter Schutz gestellt.